# 触媒燃焼
触媒燃焼（しょくばいねんしょう、catalytic combustion）とは、表面燃焼の一形態。

## 概要
白金やパラジウムなどは非常に触媒効果が高く、水素の酸化には白金が、メタンの酸化にはパラジウムが特に強い能力を発揮する。その効果を利用した白金カイロは、ガソリンやアルコールを白金面上で燃焼させて熱を出す仕組みである。
火鉢の炭火やこたつも灰の中のカリウム塩やナトリウム塩の触媒効果を利用したものであり、空気の流通の悪いところでもゆっくりとした燃焼を持続させる働きがある。